# Kaiserpokal 1937
Der Kaiserpokal 1937 war die siebzehnte Austragung des Kaiserpokals, des höchsten japanischen Fußballpokalwettbewerbs. Sieger des Wettbewerbs waren die Keiō-Universität.

## Ergebnisse

### Halbfinale
|                             | Ergebnis |            |
| --------------------------- | -------- | ---------- |
| Kōbe University of Commerce | 2:1      | All Bosung |
| Keiō-Universität            | 6:1      | Osaka Club |

### Finale
|                             | Ergebnis |                  |
| --------------------------- | -------- | ---------------- |
| Kōbe University of Commerce | 0:3      | Keiō-Universität |